# Geschichten übern Gartenzaun
Geschichten übern Gartenzaun ist eine DDR-Fernsehserie aus dem Jahr 1982. Die zweite und zugleich letzte Staffel lief im Jahr 1985 unter dem Titel Neues übern Gartenzaun.

## Handlung
Der Schauplatz der Serie ist die fiktive Kleingarten-Anlage „Ulenhorst“, die durch den Zuzug einer geschiedenen Frau mit ihren vier Kindern in Aufruhr gerät. Die in ein jahreszeitliches Raster eingebundenen Episoden erzählen von den zwischenmenschlichen und nachbarschaftlichen Beziehungen sowie dem Kleingarten-Milieu in ganz unterschiedlichen Facetten.

## Hintergründe
Die Serie wurde in der Dresdner Hellersiedlung sowie auch in Dresden-Naußlitz in der Gartensparte „Frohe Stunde“ gedreht.
Claudia Gallus, eine der beiden Töchter von Jutta Fleck, spielte in beiden Staffeln die Rolle der Birgit Hoffmann. In der zweiten Staffel mussten die Rollen Claudia Schubert, Ilona Hoffmann und Harry Hahn neu besetzt werden, da die bisherigen Darsteller Monika Woytowicz, Frauke Strauß und Bodo Wolf inzwischen nach Westdeutschland gegangen waren. Für Rolf Herricht war es seine letzte Rolle. Durch seinen Tod fehlte er bereits in einigen Folgen der ersten Staffel. In der zweiten Staffel wurde seine Rolle daraufhin nicht neu besetzt. Adolf Peter Hoffmann starb ebenfalls noch vor der Erstausstrahlung.

## Episoden
Geschichten übern Gartenzaun
| Nr. (ges.) | Nr. (St.) | Originaltitel          | Erstausstrahlung DDR | Länge  |
| --- | --------- | ---------------------- | -------------------- | ------ |
| 1 | 1         | Ein warmer Regen       | 5. Nov. 1982         | 59 min |
| Der Kleingartenvorstand beschließt, die geschiedene Claudia Hoffmann wegen ihrer vier Kinder bei der Zuteilung eines Gartens gegenüber langjährigen Mitgliedern zu bevorzugen. Doch Claudias Freund Manfred Schubert kauft sich lieber ein Boot, obwohl dort nicht alle vier Kinder Platz finden. Bei den Aufräumarbeiten in der renovierungsbedürftigen Gartenlaube finden die vier Kinder 4870 Mark, das die verstorbene Vorbesitzerin versteckt hatte. Claudia gibt es an die Erben zurück, die ihr daraufhin unterstellen, nicht alles herausgegeben zu haben. Claudia Gartennachbarin Frau Kunze hat den alten Hausrat der Vorbesitzerin verkauft und gibt Claudia als Trost das dafür erhaltene Geld. |           |                        |                      |        |
| 2 | 2         | Die Bäume schlagen aus | 12. Nov. 1982        | 58 min |
| Sigrid Kunze, die Tochter der Nachbarn, malt sehr gern und will an die Kunsthochschule. Ihre Mutter hat jedoch wenig Verständnis für diese Leidenschaft. Deshalb will Sigrid in den alten Zirkuswagen von Opa Treuholz ziehen, was die Wirtin der Gartenkneipe, Frau Kalkreuth, jedoch verhindert. Sigrids Verehrer Mike, der ihre Bilder ausstellt und einige angeblich bereits verkauft hat, vermietet ihr ein Zimmer. Als er auch das Bett mit ihr teilen will, zieht sie jedoch wieder aus. Manfred hilft ihr, indem er sie in seiner eigenen Wohnung übernachten lässt, während er in der Gartenlaube schläft, was dennoch vorübergehend Claudias Eifersucht weckt. |           |                        |                      |        |
| 3 | 3         | Maikühle               | 19. Nov. 1982        | 59 min |
| Claudia frühere Schulfreundin Uschi Müller wird ihre neue Chefin. Sie hat zugunsten ihrer Ausbildung zur Ärztin auf eigene Kinder verzichtet. Als sie sehr konsequent das Bestellsystem in der Praxis ändert und vor den Patienten auf der Anrede „Sie“ besteht, bekommt Claudia Minderwertigkeitsgefühle und hadert damit, dass sie aufgrund ihrer Schwangerschaft in der 11. Klasse das Abitur abgebrochen hat. Schließlich übergibt Dr. Müller auch noch eine Statistik, für deren Erstellung eigentlich Claudia zuständig ist, an deren Kollegin Petra, um Claudia wegen ihrer Kinder zu schonen. Claudia legt eine freiwillige Spätschicht ein, erfüllt die Aufgabe zwar vorbildlich, verwechselt aber am nächsten Tag eine Spritze, weil sie übermüdet ist. Obwohl die Chefin dafür Verständnis hat, kündigt Claudia ihren Arbeitsplatz. Erst nach einem versöhnlichen Besuch der Ärztin in Claudias Garten findet sich eine einvernehmliche Lösung: Sie bietet an, dass sich Claudia zur leitenden Schwester der Poliklinik qualifizieren lässt. Parallel versetzt Manfred seine Freundin, weil er nicht „Nein“ sagen kann, als jugendliche Bootsportler dringend zum Wettkampf nach Schwerin gefahren werden sollen. Das nutzt Harry Hahn, der auch ein Auge auf Claudia geworfen hat, um ihr und ihren Kindern näher zu kommen. Außerdem hat der Gartenvereinsvorsitzende Florian Timm Probleme mit zwei Garteninhabern, die die Regeln zum Obst- und Gemüse-Anbau nicht einhalten. Während er mit dem vor der Rente stehenden Friedrich Reger, der seine kranke Frau pflegen muss, wenig Verständnis zeigt, trifft er mit dem Musiker Blume eine Übereinkunft, dass der als Ausgleich mit seiner Band kostenlos auf dem nächsten Gartenfest auftritt. |           |                        |                      |        |
| 4 | 4         | Wochenendbesuche       | 26. Nov. 1982        | 56 min |
| Opa Treuholz ist von einer Reise zurückgekommen und hat in Kürze seinen 75. Geburtstag. Der soll als Gartenfest gefeiert werden. Dr. Müller erweist sich überraschend als Enkelin von Opa Treuholz. Dessen Garten gefällt ihr und ihrem Mann, wenn auch das Gartenhaus sehr vernachlässigt wirkt. Sie sind der Meinung, dass man Opa Treuholz aufgrund seines Alters keinen Winter mehr darin zumuten sollte und wollen ihm einen Platz im Feierabendheim versorgen. Der fühlt sich abgeschoben, und die Gartennachbarn sind empört. Ilona und Herr Fiedler bereiten für das Gartenfest einen Clowns-Auftritt vor, in der die Abschiebung von Rentnern verurteilt wird. Florian Timm veranlasst Claudia, mit ihrer Chefin zu sprechen. Gemeinsam wird eine einvernehmliche Lösung gefunden: Es soll eine kleine Wohnung für Sigrid organisiert werden und Opa Treuholz könnte dann in den Zirkuswagen ziehen, damit die Müllers das Gartenhaus instand setzen und nach ihren Vorstellungen einrichten können. Ilona hatte sich mit Holger zerstritten, weil der beim Clowns-Auftritt nicht mitmachen wollte. Doch als die Clown-Vorstellung unnötig wird und Ilona darüber traurig ist, tröstet und küsst Holger sie. |           |                        |                      |        |
| 5 | 5         | Vertrauen ist gut      | 3. Dez. 1982         | 58 min |
| Ilona hat einen Ferienjob als Briefträgerin. Als Holger aus dem Ferienlager zurückkommt, will er ihr helfen, aber seine Mutter hat ihm den Wecker abgestellt, so dass er verschläft. Verspätet trifft er doch noch mit Ilona zusammen. Als sie an einem Jugendtouristbüro vorbeikommen, wird im Schaufenster eine Wochenendreise in den Harz angeboten. Holger fragt seinen Vater, ob er ihm das Geld dafür vorschießen könne, doch der verweigert die Erlaubnis, weil er denkt, dass Holger und Ilona auf der Reise zusammen schlafen würden. Aus Ärger über das mangelnde Vertrauen versteckt Holger mit Ilonas Hilfe die Kaninchen seines Vaters im Keller von Tante Kalkreuth. Des Diebstahls verdächtigt wird der Riesaer Siegfried Köpke, der auf seiner Reise nach Dresden angeblich seine Brieftasche verloren hatte und dem Tante Kalkreuth vertraut und 50 Mark geliehen hatte. Als Köpke kurz darauf zurückkehrt, um die 50 Mark zurückzugeben, findet er zufällig die im Keller des Spartenheims versteckten Kaninchen. Ilona nimmt die Schuld zunächst allein auf sich, woraufhin Holger schließlich doch noch zugibt, dass er die Verantwortung dafür trägt. Parallel rettet Florian Timm mehrere Säcke Zement vor dem Regen, die er zufällig auf einer Baustelle entdeckt hatte. Er erhofft sich davon, einen Teil des Zements für den Neubau der Terrasse des Spartenheims nutzen zu dürfen. |           |                        |                      |        |
| 6 | 6         | Hundstage              | 10. Dez. 1982        | 57 min |
| Ilona macht mit Manfred, Birgit und Jens Urlaub auf dem Boot von Manfred, das nur wenig Platz bietet. Als sich das Wetter verschlechtert, gibt es Streit. Ilona und die Kinder brechen den Urlaub ab und fahren zurück in den Garten, den Ilona inzwischen allein gehütet hat. Holgers Eltern hatten für die Ferien dessen Cousine Iris eingeladen, die als „Anstandswauwau“ für Holger und Ilona dienen sollte. Die drei verstehen sich blendend und beteiligen sich gemeinsam an den freiwilligen Arbeitseinsätzen zum Bau der neuen Terrasse. Der Sohn der Timms präsentiert Schwester Petra seinen Eltern als seine zukünftige Ehefrau. Sie zieht für ein paar Tage zu Ilona, um sich von dort aus mit ihrem zukünftigen Stiefsohn Dirk anzufreunden. Elfriede Timm fällt es schwer, Dirk mit Petra zu „teilen“, und Dirk will lieber bei der Oma bleiben, anstatt wieder in den Kindergarten gehen zu müssen. Als Petra erkennt, dass die Annäherung an Dirk viel mehr Zeit erfordert als sie dachte, verschiebt sie die Hochzeit und gewinnt damit die Anerkennung der zukünftigen Schwiegermutter. Dirks Vater dagegen, dem sie ihren Entschluss erst nachträglich mitteilt, hat dafür zunächst kein Verständnis. |           |                        |                      |        |
| 7 | 7         | Leistungsschau         | 17. Dez. 1982        | 58 min |
| Claudia verletzt sich das Fußgelenk und muss ins Krankenhaus. Petra soll vorübergehend ins Gartenhaus ziehen und sich um die Kinder kümmern. Claudia will Manfred nicht informieren, um ihm seinen Urlaub nicht zu verderben, doch der erfährt zufällig von dem Malheur. Er bricht seinen Urlaub ab und löst Petra bei der Kinderbetreuung ab. Claudia hat aber schon ihre Mutter gebeten, herzukommen und während ihres Krankenhausaufenthaltes die Enkel zu betreuen. Da Claudias Mutter Manfred ablehnt, bittet Claudia ihn, dass Petra die Kinder an die Oma übergibt. Manfred fügt sich zunächst, doch als er erfährt, dass sein Kontrahent Harry Hahn für die Kinder eine Schaukel aufbauen will, übernimmt er das selbst und bleibt im Gartenhaus. Als Jens von zu vielen unreifen Äpfeln Durchfall und Bauchschmerzen bekommt, kommt Dr. Timm und spricht sich bei der Gelegenheit auch mit Petra aus. Beide planen erneut ihre Hochzeit. Die anreisende Oma schmeißt Manfred sofort hinaus, der aber bei Timms unterkommt und weiter mit den Kindern in Kontakt bleibt. Er entschließt sich, sein Boot an eine glücklose Verehrerin zu verkaufen. Nach erfolgreich abgeschlossener Operation erkennt Claudia, dass es Manfred nicht nur um sie, sondern selbstverständlich auch um die Kinder geht. Sie nimmt seinen Heiratsantrag an, und so gibt es am Tag der Garten-Leistungsschau auch eine Doppelhochzeit, die wegen des Regens nicht auf der neuen Terrasse stattfinden kann, sondern im Saal des Spartenheims inmitten der Leistungsschau mit allen ausgestellten Hasen und Hühnern. |           |                        |                      |        |

Neues übern Gartenzaun
| Nr. (ges.) | Nr. (St.) | Originaltitel      | Erstausstrahlung DDR | Länge  |
| --- | --------- | ------------------ | -------------------- | ------ |
| 8 | 1         | Aprilwetter        | 18. Okt. 1985        | 58 min |
| Opa Treuholz ist gestorben. Die Trauerrede hält der Vereinsvorsitzende Florian Timm. Dr. Müller bittet Claudia um die Kontaktdaten von Walfried Fiedler, der dem Verstorbenen einst versprochen hatte, auf der Beerdigung Geige zu spielen. Nach der Trauerfeier besucht Fiedler Frau Kunze, die seit zwei Jahren verwitwet ist. Er hat sich inzwischen von seiner Frau getrennt und möchte gern nach Dresden zurückkehren. Frau Kunze bietet ihm an, als Untermieter bei ihr zu wohnen, was er schließlich auch wahrnimmt. Am Tag nach der Trauerfeier hat Claudia Geburtstag. Ilona, die auswärts zur Ausbildung ist, kann zur Feier nicht dabei sein. Lars hat Manfreds teure Zweitarmbanduhr gegen billige Ohrringe eingetauscht, die er für goldene hält und seiner Mutter schenkt. Jens hat Altstoffe gesammelt und schenkt seiner Mutter teures Parfüm. Als Manfreds getragene Armbanduhr kaputt geht und er verzweifelt die Zweitarmbanduhr sucht, verdächtigt er deshalb Jens, sie verkauft zu haben. Lars gelingt es, den Tausch rückgängig zu machen. Er weiht Manfred ein, will das Ganze aber vor seiner Mutter geheim halten. Das misslingt, weil Claudia vom Vater des Tauschpartners alles bereits erfahren hatte. Liesbeth Kalkreuths Ehemann Heinz kehrt reumütig zu ihr zurück, und nach intensiver Aussprache stellt sie ihn auch wieder als Servierer ein. Opa Treuholz wollte, dass sein alter Zirkuswagen einem guten Zweck dienen soll. Dr. Müller weist den Wunsch ihres Mannes zurück, der den Wagen seinem Chef zukommen lassen will und sich davon berufliche Vorteile erhofft. Stattdessen übergibt sie den Wagen einem Imker, der daraus einen Bienenwagen bauen will. Ein Gartennachbar will das verhindern, weil er sich um die Sicherheit der Kinder in der Anlage sorgt. Nach hitziger Diskussion des Gartenvorstands entscheidet Florian Timm, das Problem den Chef der Imkervereinigung entscheiden zu lassen. Birgit freundet sich mit einem Geige spielenden Jungen aus der Nachbarschaft an. |           |                    |                      |        |
| 9 | 2         | Später Frühling    | 25. Okt. 1985        | 58 min |
| Holger, der gerade studiert, besucht seine Mutter Mary Kunze und ist überrascht, als er dort auf Walfried Fiedler trifft. Er reagiert voller Unverständnis, als seine Mutter ihn um Ruhe bittet, weil ihr neuer Untermieter für sein Violinkonzert üben muss. Holger betrinkt sich deshalb mit seinen Freunden. Im Suff zerreißt er absichtlich Walfrieds schwarze Hose, die dieser für seinen Auftritt am nächsten Tag benötigt. Vergebens versucht Walfried, von Manfred Schubert oder Florian Timm eine andere schwarze Hose auszuleihen, und muss in einer viel zu hellen Hose auftreten, was ihm sehr unangenehm ist. Als er verspätet heimkehrt und feststellt, dass Mary seine Hose repariert und sogar für ihn Abendessen vorbereitet hatte, gesteht er ihr seine Zuneigung und beide verbringen eine Liebesnacht. Als Holger und Sigrid sich zum Besuch anmelden, verlangt Mary jedoch von Walfried, sich in dieser Zeit wie ein normaler Untermieter zu verhalten. Daraufhin geht er auf die Suche nach einer eigenen Wohnung und findet in Claudias Haus ein Mansardenzimmer. Holger sieht jedoch bei seinem Besuch Walfrieds Pantoffeln am Bett seiner Mutter und macht ihr erbitterte Vorwürfe. Erst Ilona schafft es, ihm klarzumachen, dass auch seine Mutter Anspruch auf ihr eigenes Leben hat. Mary bittet Walfried zurückzukommen, und so wird das Mansardenzimmer frei für Harry Hahn, der endlich von seiner Mutter wegziehen will, die ihn oft noch wie einen Unmündigen behandelt. |           |                    |                      |        |
| 10 | 3         | Licht und Schatten | 1. Nov. 1985         | 59 min |
| Elfriede Timm hat heimlich Lotto gespielt und dabei einen neuen Trabant gewonnen. Sie hat gar keine Fahrerlaubnis, so dass Florian das Auto fahren muss, der kaum Fahrpraxis hat. Bei der ersten Ausfahrt sollen sie für Frau Kunze einen Rammler tauschen. Doch der betreffende Züchter feiert gerade Hochzeit und geht davon aus, dass der Hase ein Geschenk sei. Timms feiern bei der Hochzeit mit und kaufen danach selbst einen neuen Rammler für Frau Kunze. Jens Schubert hört auf dem Heimweg von der Schule, dass ein Hundebesitzer sein Tier für Tierversuche abgeben will. Als der Mann am Kiosk eine Zeitung kauft, nimmt Jens den angebundenen Hund einfach mit, um ihn zu retten. Obwohl der seiner Mutter und Manfred verspricht, den Hund ins Tierheim zu bringen, behält er ihn heimlich. Manfred ohrfeigt ihn, als das herauskommt, wird jedoch dafür von Claudia zur Rede gestellt, die ihre Kinder bisher immer gewaltfrei erzogen hat. Am Ende stellt sich heraus, dass der Hund bereits gestohlen war. Die tatsächlichen Besitzer bedanken sich bei Jens für dessen „Diebstahl“, da sie ihren Hund dadurch zurückerhalten konnten. Weil Florian Timm mit dem Trabant überfordert war und drei Stempel und mehrere Geldstrafen gesammelt hat, verkaufen die Timms den Trabant wieder. |           |                    |                      |        |
| 11 | 4         | Seitensprünge      | 8. Nov. 1985         | 60 min |
| Elfriede Timm fährt zur Kur, obwohl sich ein Mitglied der Familie Rudolph angemeldet hat, bei der die Timms bei ihrer Trabant-Ausfahrt übernachtet hatten. Der Besuch erweist sich als die Tochter Barbara der Rudolphs, die vor ihrer bevorstehenden Hochzeit mit ihrem bisherigen Chef „davongelaufen“ ist, um sich in Dresden eine neue Arbeit zu suchen. Sie kümmert sich liebevoll um Florian Timm, der nicht wagt, seiner Frau von dem Übernachtungsgast zu erzählen, damit diese nicht eifersüchtig wird und ihre Kur abbricht. Stattdessen spricht er am Telefon davon, dass ein Mann bei ihm wohnen würde. Als Barbara sich in Harry Hahn verliebt, mit seiner Hilfe bei der Weißen Flotte Arbeit findet und bei Florian auszieht, ist dieser tieftraurig. Manfred erfährt, dass sein Boot wieder weiterverkauft werden soll. Claudia will nicht, dass er das Boot zurückkauft, dennoch macht er wenigstens eine Probefahrt. Dabei lernt er eine geschiedene Frau kennen, die das Boot kaufen will und ihn bittet, mit ihr das Fahren zu üben. Beide kommen sich näher, werden aber u. a. durch Harry Hahn beobachtet, so dass auch Claudia davon erfährt. Manfred entscheidet, die sich anbahnende Liaison abzubrechen, kann sich aber nicht überwinden, seiner Frau davon zu erzählen, zumal auch Florian ihm davon abrät. |           |                    |                      |        |
| 12 | 5         | Konsequenzen       | 15. Nov. 1985        | 58 min |
| Als Elfriede Timm von ihrer Kur zurückkommt, wird sie im Auto von einem Herrn gebracht, den sie Florian als „ihren Kurschatten“ vorstellt. Damit will sie sich revanchieren, nachdem sie zufällig erfahren hat, dass der von ihm als „Herr Rudolph“ beschriebene Besuch in Wirklichkeit die junge Tochter der Rudolphs gewesen ist. Florian reagiert eifersüchtig und gereizt. Heiko Timm soll zu einem längeren Arbeitsaufenthalt nach Afrika reisen. Weil seine Frau Petra nicht allein zu Hause bleiben will, bewirbt sie sich ebenfalls für Afrika. Doch nachdem sie mitfahren kann, reagiert Heikos Sohn Dirk übersensibel darauf, weil er allein bei den Großeltern bleiben soll. Petra erfährt, dass sie schwanger ist, und ist nunmehr froh, dass sie deshalb nicht nach Afrika fahren kann. Auch Heiko wird wegen einer Rippenerkrankung der Afrika-Aufenthalt verwehrt. Ohne von Petras Schwangerschaft zu wissen oder mit ihr zu reden, sagt er für sie ebenfalls den Afrika-Aufenthalt ab. Das kann Petra nicht akzeptieren und besteht nun darauf, nach Afrika zu fahren, auch wenn sie dafür das Kind abtreiben müsste. Nachdem Elfriede von der Schwangerschaft ihrer Schwiegertochter erfahren hatte, versöhnt sie sich wieder mit ihrem Mann und rät Petra, ihre Kurzschlussreaktion nochmal zu überdenken. |           |                    |                      |        |
| 13 | 6         | Brautleute         | 22. Nov. 1985        | 58 min |
| Harry Hahn macht seiner Freundin Barbara Rudolph einen Heiratsantrag, bevor er sie seiner Mutter Hilde vorstellt. Diese überredet das Paar, die geplante Hochzeit im Spartenheim stattfinden zu lassen. Barbara hatte sich von ihrem Ex-Freund Werner direkt vor der damals geplanten Hochzeit getrennt, besaß aber bereits ein Brautkleid, dass sie jedoch nach Harrys Wunsch für ihre neue Hochzeit nicht verwenden soll. Als Barbara erfährt, dass sie bereits länger schwanger ist, als sie Harry kennt, sagt sie die Hochzeit überstürzt ab und fährt zu ihren Eltern aufs Dorf, ohne Harry ihre Motive mitzuteilen. Ihre Mutter versucht sie zu überreden, zum Vater des Kindes, Werner, zurückzukehren, was sie jedoch – trotz einer Kette als dessen großzügigem Geschenk – entschieden ablehnt. Als Claudia über ihre Chefin von der Schwangerschaft Barbaras erfährt, versucht sie Harry dazu zu bewegen, Barbara aufzusuchen und sie nach ihren Beweggründen zu befragen. Das jedoch hat bereits seine Mutter getan und erreicht, dass Barbara zu Harry zurückkehrt. Inzwischen macht sich Frau Kalkreuth Sorgen, was sie mit dem vielen gekauften Essensportionen für die abgesagte Hochzeit anfangen soll. Überraschend verspricht ihr Walfried Fiedler, dass er stattdessen seine Hochzeitsfeier mit Frau Kunze veranstalten will, obwohl er weiß, dass sie keine große Feier in der Gartensparte will. Es gelingt ihm, sie dennoch dazu zu überreden. Jens stiehlt einem Gartennachbarn sein Luftgewehr, weil der damit immer auf Vögel schießt. Birgit und Lars stehen „Schmiere“. Als seine Eltern das Gewehr zufällig im Schuppen finden, gibt es natürlich eine Standpauke. Aber Frau Timm ergreift Partei, lässt sich das Luftgewehr geben und will es im Spartenheim an die Wand hängen lassen, sofern Jens dort einen Vortrag über Vogelschutz halten wird. Er stimmt natürlich gern zu. Außerdem hat Claudia von Herrn Müller eine große Menge wildgewachsener Blumen abgestaubt, die dieser auf den Kompost werfen wollte. Mit ihrem Bruder Jens verkauft sie die als Schnittblumen auf dem Markt, so dass die Geschwister vom Erlös ein Geschenk für Manfred kaufen können, nämlich eine Krawatte, die er zur Hochzeit von Harry Hahn tragen soll. |           |                    |                      |        |
| 14 | 7         | Späte Begegnung    | 29. Nov. 1985        | 60 min |
| Claudia hat ein Klassentreffen und trifft dort auf Birgits Vater Thomas Kern, der noch gar nicht weiß, dass er eine Tochter hat. Birgits will ihren Vater kennenlernen, was Claudia ignoriert. Birgit verschafft sich deshalb seine Adresse und besucht ihn überraschend. Er hat eine Frau und zwei Söhne und wohnt mit ihnen in Dessau. Seine Frau ist misstrauisch und unterstellt Birgit und Claudia, dass es ihnen nur auf Geld ankommt, dass sie vom Vater noch abpressen wollen. Thomas Kern will dennoch seine Tochter an ihrem Geburtstag besuchen, so dass Birgit ihre Mutter und Manfred zu ihrem Geburtstag nicht sehen will. Die beiden fahren trotzdem zu ihr, was in Streit mündet, nachdem ihr Vater kurzfristig doch nicht kommt. Dennoch schickt Thomas Kern an Birgit einen Umschlag mit 3000 Mark. Davon kauft sie sich den heiß ersehnten gebrauchten Motorroller, aber auch Geschenke für Claudia, Manfred und ihre Geschwister. |           |                    |                      |        |